# HRCS2
HRCS2 — скоростной электропоезд двойного питания производства компании Hyundai Rotem.

## История
Электропоезда HRCS2 закуплены Украинскими железными дорогами в рамках подготовки к чемпионату по футболу Евро-2012 для обеспечения пассажирских перевозок между городами, в которых пройдут спортивные мероприятия. Стоимость контракта на закупку 10 электропоездов составила 307 млн долларов (по первоначальному контракту предполагалось также закупить 4 дизель-поезда на дополнительные 43 млн долларов).
Из Южной Кореи электропоезд был доставлен морем в Одесский морской торговый порт 11 марта 2012 года. HRCS2-002 был расконсервирован в РПЧ-9 Одесса-Застава-1 и отправлен в РЭД ВЧ-1 Харьков-Сортировочный, куда прибыл 16 марта под электровозом ДС3-013 и тепловозом ТЭП150-003 для дальнейшего технического обслуживания и приемочных испытаний, намеченных на апрель — май. 17 марта в Харьков прибыл второй электропоезд этой же серии (HRCS2-001). HRCS2-003 и HRCS2-004 прибыли в Одесский порт 9 апреля 2012 года и 15 апреля под электровозами ДС3-008 и ДС3-010 прибыли в РЭД ВЧ-1 Харьков. Прибытие пятого и шестого состава состоялось в первой декаде мая. Ввод в эксплуатацию шести составов состоялся до 1 июня 2012 года. Оставшиеся четыре поезда были доставлены заказчику в течение июля — августа 2012 года.

## Общие сведения
Электропоезд предназначен для перевозки пассажиров на электрифицированных участках железных дорог с номинальным напряжением в контактной сети 25 кВ переменного тока с частотой 50 Гц и 3 кВ постоянного тока, с шириной колеи 1520 мм, в скоростном сообщении. Эксплуатационная скорость электропоезда 160 км/час.

### Составность
Электропоезд формируется из двух моторных головных, трёх прицепных промежуточных и четырёх моторных промежуточных вагонов по схеме: 01МГ+02Птэ+03М+04М+05Птэ+06М+07М+08Птэ+09МГ.
Количество вагонов в составе электропоезда 9. Предусмотрена совместная эксплуатация двух сцепленных поездов по системе многих единиц.

## Конструкция
На каждом прицепном вагоне установлено по два асимметричных токоприёмника производства компании Faiveley (фр.) и по одному главному трансформатору, каждый из которых питает преобразователи двух соседних вагонов, а также преобразователь собственных нужд для питания цепей управления, всех мотор-вентиляторов, освещение и т. д.
На каждом головном и моторном вагоне установлено по четыре асинхронных тяговых электродвигателя номинальной мощности 250 кВт (двигатели соединены в четыре параллельные группы), которые получают питание от 4QS-преобразователя и инвертора.
Кузова вагонов опираются на тележки через пневматические рессоры.

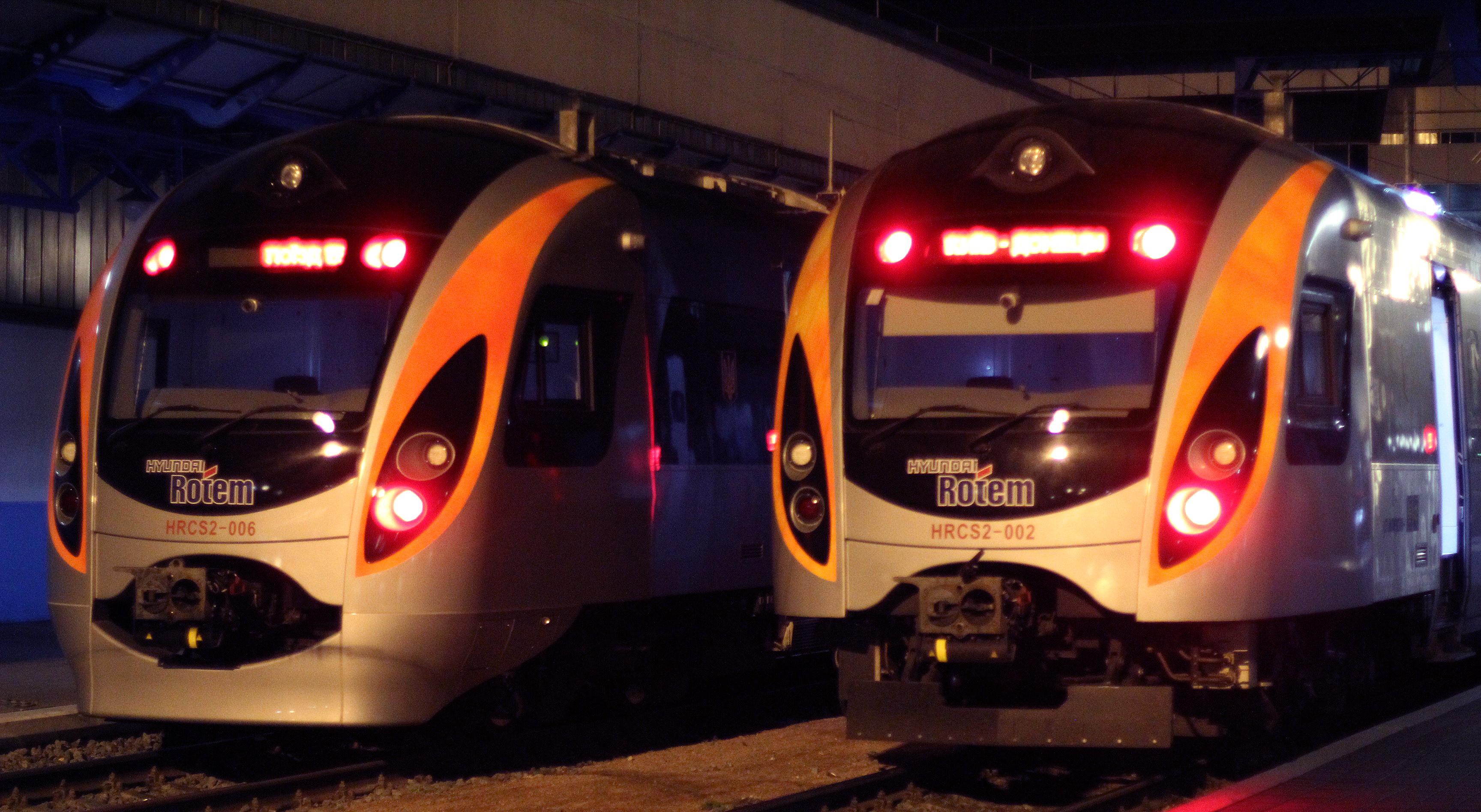
HRCS2-006 и 002
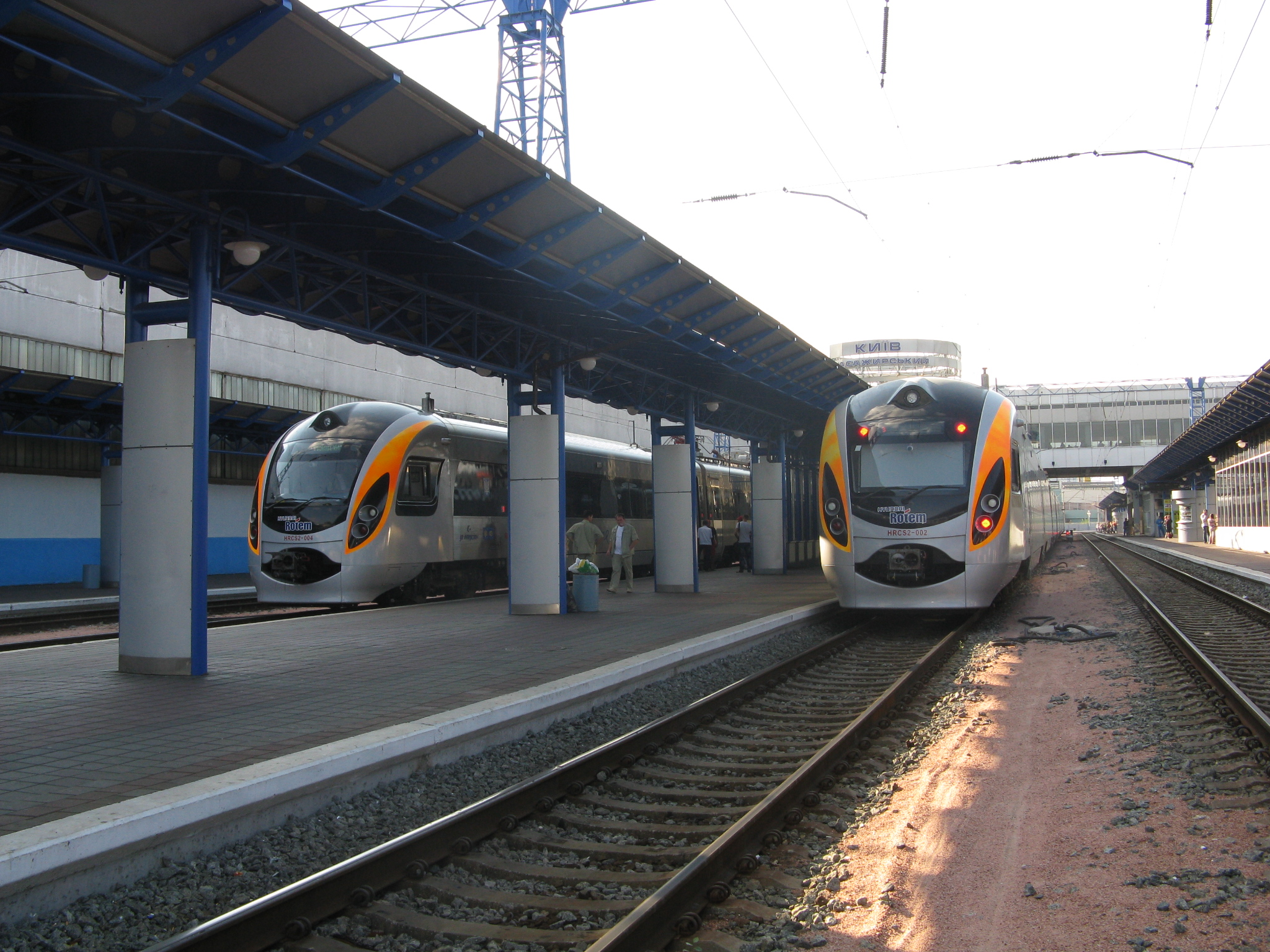
HRCS2-004 и 002 на станции Киев-Пассажирский
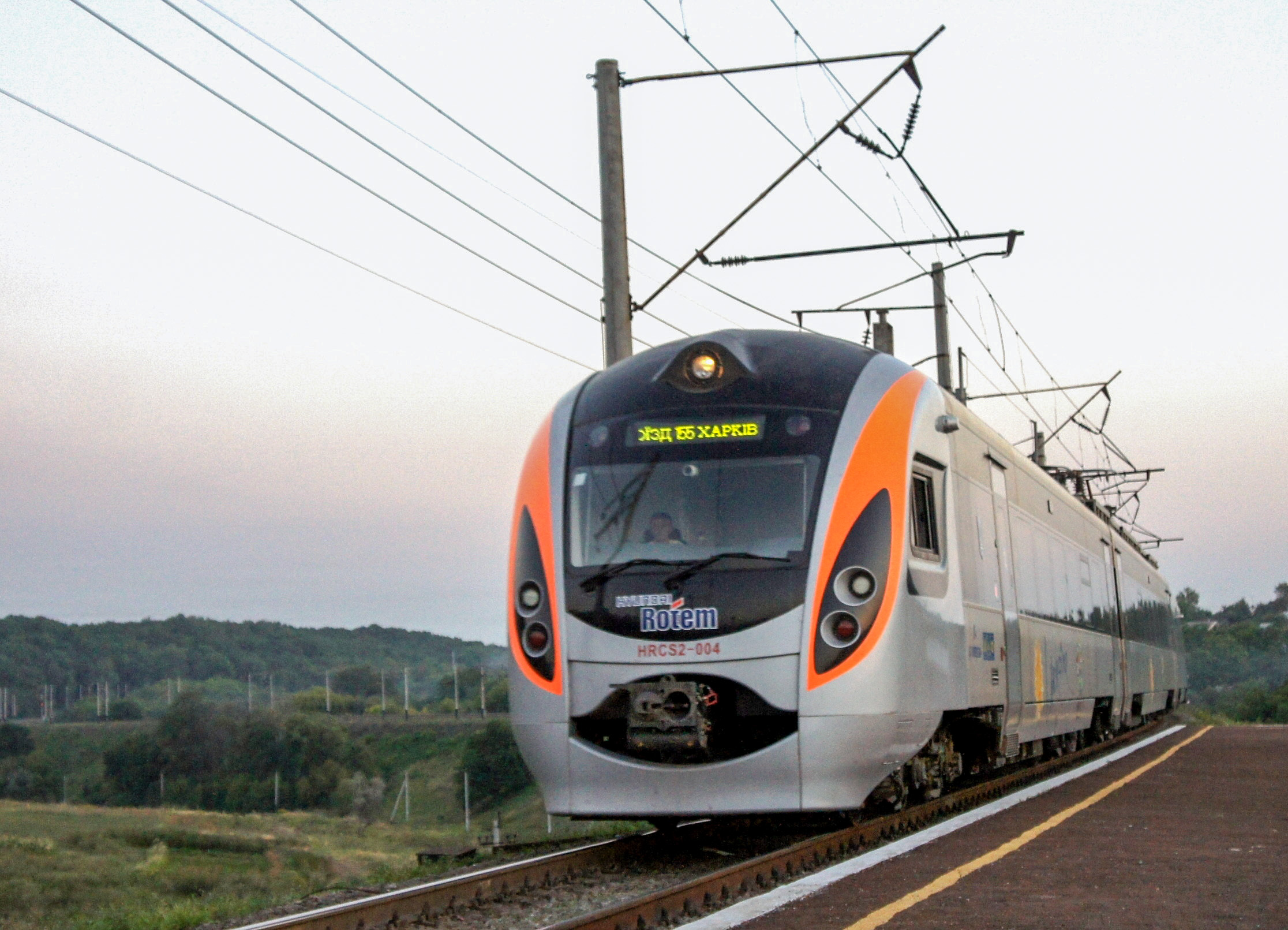
HRCS2-004 на перегоне Яковцы — Шведская Могила (Полтава)
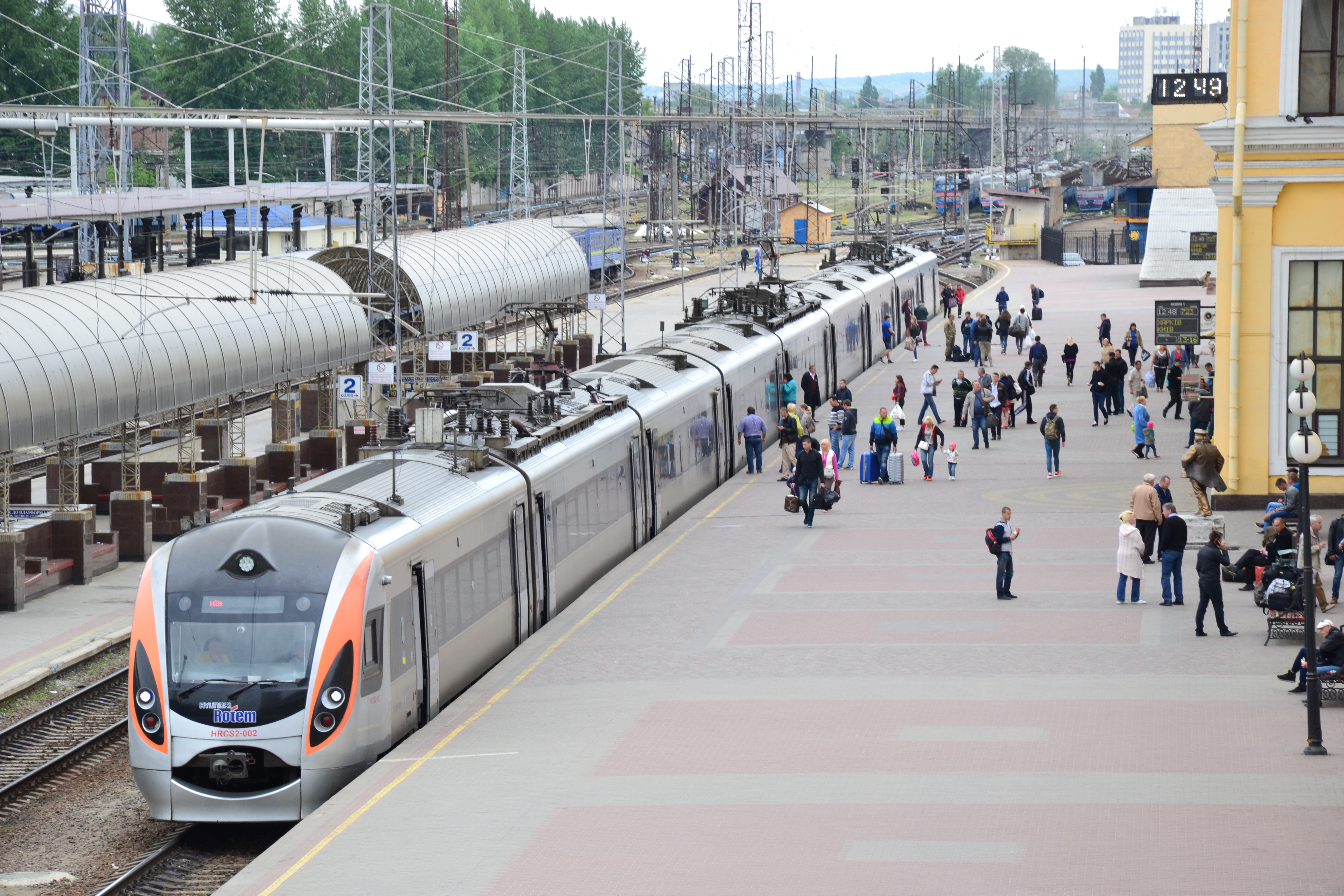
HRCS2-002 на станции Харьков-Пассажирский

### Пассажирский салон
Поезд имеет двухклассную компоновку вагонов: «первый класс» и «второй класс», все места сидячие. Вагоны первого класса — 2, 5, 8; второго — 1, 3, 4, 6, 7, 9. В вагонах первого класса кресла расположены по два в два ряда, в стандартных вагонах — по два и три в два ряда. Общее количество мест в поезде — 579. Места І класса находятся в прицепных вагонах (три вагона по 56 мест каждый), а ІІ класса в шести моторных вагонах. Два места для инвалидов находятся в первом головном вагоне.
Сиденья расположены в вагонах 2 класса по схеме 3+2, в вагонах 1 класса 2+2. В вагоне № 3 находится бар.

## Эксплуатация
Электропоезд эксплуатируется на Львовской, Юго-Западной, Южной, Донецкой, Приднепровской и Одесской железных дорогах.
По состоянию на 2017 год поезда курсируют в следующих направлениях:

### Западное направление
- Киев — Львов — Пшемысль (Польша)
- Киев (Дарница) — Львов

### Восточное направление
- Киев — Полтава — Харьков
- Киев — Полтава — Константиновка
- Киев — Днепр-Главный — Запорожье
- Киев — Днепр-Главный — Покровск

### Южное направление
- Киев (Дарница) — Одесса

### Маршруты, обслуживавшиеся ранее
- Днепропетровск Главный— Симферополь (сезонный, летний период 2013 года)
- Киев — Донецк (отменён в сентябре 2014 года[4]; по новым маршрутам поезд следует до станций Константиновка и Покровск)

- HRCS2-008 в Киеве. Отправление
- HRCS2-008 в Киеве. Обзор деталей и отправление поезда
- HRCS2-008 в Киеве на перегоне Святошино — Беличи

## Происшествия
- 30 июня 2012 года — не вышел в утренний рейс Харьков — Киев по техническим причинам[5]
- 31 июля 2012 года — сломался по пути из Донецка в Киев[6].
- 8 декабря 2012 года — не вышел в вечерний рейс Донецк — Киев из-за поломки[7].
- 8 декабря 2012 года — сломался около Верховцево маршрута Днепропетровск — Киев[8].
- 12 декабря 2012 года — сломался около станции Лозовая вечерний рейс Донецк — Киев[9].
- 14 декабря 2012 года — не вышел в утренний рейс Киев — Харьков[10].
- 14 декабря 2012 года — сломался поезд, следовавший по маршруту Киев — Донецк[11].
- 15 декабря 2012 года — не вышел в вечерний рейс Киев — Львов[12].
- 22 декабря 2012 года — утренний рейс Харьков — Киев сломался под Полтавой[13].
- 28 апреля 2015 года — Сход четырёх первых вагонов HRCS2-003 при следовании рейсом №723 Харьков - Киев возле станции Ромадан[14].
- 29 марта 2021 года — с рельсов сошли шесть из девяти вагонов состава HRCS2-008, следовавшего рейсом № 732К из Киева в Запорожье. Происшествие произошло в Славгороде (за 50 километров до конечной станции). Данных о пострадавших не поступало[15][16].

### Причины поломок в декабре 2012 года
Причиной поломки поездов «Hyundai» являются в первую очередь погодные условия. Однако одной из проблем, по словам инженера «Hyundai Rotem», остается то, что поезда были слишком быстро введены в эксплуатацию на Украине.
Игнат Мудрый, старший стюард поезда Киев — Харьков, сообщил: «У нас контактные сети ещё старых времен и нормы довольно-таки устаревшие. Новые поезда не совсем ещё могут подстроиться под старые нормы. Все эти проблемы начались тогда, как зима ударила и на контактной сети у нас лёд по 2–3 см».
Эксперты[кто?] уверяют, что есть две причины, которые являются причиной сложившейся ситуации: спешка и халатное отношение. Надписи на поезде сделаны с ошибками, кнопки перепутаны. Такие же мелочи были и внутри агрегатов. Хотя эта информация сомнительная, потому как электронную и силовую части обслуживают только корейские специалисты. По словам эксперта, вторая проблема, из-за которой поезда выходят из строя — отсутствие испытаний. Корейцы должны были передать на Украину состав и обкатать его зимой без пассажиров. Однако, партия из 10 поездов слишком маленькая, чтобы в Корее строился полигон для испытаний, а в самой Корее ширина колеи меньше, чем на Украине (1435 мм против 1520 мм).
Корейская компания «Hyundai Corporation» направила письмо в адрес «Укрзализныци», в заявлении также отметили, «что эти трудности возникли из-за нескольких недоработок, допущенных в период проектирования и производства, а также в связи с ограниченным сроком тестирования, что было обусловлено необходимостью своевременного обеспечения скоростным железнодорожным движением пассажиров в период проведения Евро-2012». Согласно информации, предоставленной компанией в письме, теперь уже все недостатки, мешающие нормальной эксплуатации поездов на территории Украины, полностью обнаружены и изучены. «Над их ликвидацией сегодня работает квалифицированная команда специалистов. По нашим прогнозам, полное устранение замечаний займет две-три недели», — добавили в «Hyundai Corporation».
Представитель «Hyundai Rotem» на Украине, руководитель проекта Ли Донгун, заявил, что до 20 января будут решена проблема замерзания влаги в тормозных магистралях и проведена соответствующая модернизация на всех электропоездах «Hyundai». Кроме того, компания «Hyundai Rotem» взяла на себя обязательства своими силами и за свой счет модернизировать оборудование крыши электропоездов, переключателей источников электропитания, заменить обшивку головной части составов, модернизировать систему жизнеобеспечения.
В 2013 году электропоезда загадочно перестали ломаться. Министр инфраструктуры Украины Владимир Козак сообщил: «Не было зафиксировано задержек в движении поездов, а также технических проблем с подвижным составом. С 1 января 2013 года не было ни одной аварийной ситуации с поездами „Hyundai Rotem“». Однако утром 23 января снова произошла поломка, поезд Львов — Киев вообще не смог отправиться из Львова. Причина поломки не афишируется.
В электропоездах «Hyundai Rotem» имелись недостатки в тормозной системе, в кондиционировании, в компрессорах. Стало известно, что корейские механизмы забраковали уже украинские работники. И чтобы поезд ехал, его снабжают украинскими запчастями. Речь идет о тормозных колодках и отдельных деталях токоприёмников. Тестируется аккумуляторная батарея украинского производства, которая незначительно отличается от установленной, но увеличенная ёмкость потребует изменений в настройке оборудования. Украинские части применяются из-за желания удешевить процесс обслуживания поезда.
В конце января 2013 года директор предприятия «Украинская железнодорожная скоростная компания» Леонид Лобойко сообщил, что после модернизации поезда «Hyundai» больше не будут ломаться на Украине. По его словам, проблемы, появившиеся в декабре 2012 года, решены, корейская компания ведёт обслуживание поездов. «Если ранее были проблемы с электрооборудованием и межвагонными соединениями (туда попадала влага), а также с обледенением внутренней части поезда, то на данный момент компания „Hyundai Rotem“ все проблемы решила», — заявил Лобойко. По его словам, все поезда «Hyundai» были модернизированы и работают без проблем.

## В культуре
Во время одной из поломок в пути следования в 2012 году пассажиры сломавшегося поезда сымпровизировали песню «Оп-па, Хюндай-стайл», отдалённо напоминающую «Gangnam Style» южнокорейского исполнителя PSY, в чём заключалась дополнительная ирония.
Позже украинская группа «ТіК» также прошлась по этой теме, выпустив песню «Обкатай „Хюндай“», уже близко пародирующую «Гангнам-стайл».